# Gene Saks
Gene Saks (ur. 8 listopada 1921 w Nowym Jorku, zm. 28 marca 2015 w East Hampton) – amerykański reżyser teatralny i filmowy; pojawił się także jako aktor w kilku produkcjach filmowych. Trzykrotny laureat nagrody Tony w kategorii Najlepszy reżyser (w 1977, 1983 i 1985) oraz czterokrotnie nominowany do niej (w 1965, 1966, 1975 i 1991).

## Kariera
Saks ukończył Cornell University w Ithace, a następnie studiował na wydziale dramatycznym nowojorskiego uniwersytetu The New School. Tam uczył się m.in. pod okiem cenionego niemieckiego reżysera teatralnego Erwina Piscatora. W 1949 debiutował na Broadwayu przy realizacji musicalu South Pacific. Swoje największe teatralne sukcesy odniósł współpracując z dramaturgiem Neilem Simonem. Saks przeniósł na scenę kilkadziesiąt sztuk napisanych przez Simona; m.in.: Biloxi Blues, Brighton Beach Memoirs, Jake’s Women, Rumors, Lost in Yonkers, The Odd Couple, Suita kalifornijska. Jako reżyser filmowy debiutował w drugiej połowie lat 60. Zrealizował wtedy 3 komedie; były to: Boso w parku (1967), Dziwna para (1968) oraz Kwiat kaktusa (1969). Dwie pierwsze wyreżyserował na podstawie sztuk napisanych przez Neila Simona. Początkująca wówczas aktorka Goldie Hawn za kreację w Kwiecie kaktusa otrzymała Oscara. Kolejne filmy reżysera nie spotkały się już z taką popularnością, a sam twórca skupił się raczej na karierze teatralnej. Ma na swoim koncie także kilka ról aktorskich; m.in. u boku Jacka Lemmona w filmie Więzień Drugiej Alei (film również zrealizowany na podstawie sztuki Simona) czy komediodramacie Roberta Bentona Naiwniak, gdzie główną rolę zagrał Paul Newman.

## Życie prywatne
Pierwszą żoną Saksa była aktorka Bea Arthur. Ich trwające 30 lat małżeństwo zakończyło się w 1980 rozwodem. Para miała dwóch synów. Od 1980 drugą żoną reżysera była Karen, z którą miał córkę.
Zmarł w wieku 93 lat, na zapalenie płuc w swoim domu w East Hampton.

## Filmografia
Reżyser:
- Boso w parku (1967)
- Dziwna para (1968)
- Kwiat kaktusa (1969)
- Bożyszcze kobiet (1972)
- Mame (1974)
- Wspomnienia z Brighton Beach (1986)
- Cin cin (1991)
- Bye, Bye Birdie (1995)

Aktor:
- Tysiąc klownów (1965) jako Leo Herman
- Więzień Drugiej Alei (1975) jako Harry Edison, brat Mela
- Zwariowany Andy (1978; lub inny tytuł – Jeden jedyny) jako Sidney Seltzer
- Chory z miłości (1983) jako szalony pacjent
- Dobry glina (1991)
- Narzeczona dla geniusza (1994) jako Boris Podolsky
- Naiwniak (1994) jako Wirf Wirfley
- Przejrzeć Harry’ego (1997) jako ojciec Harry’ego
- Prawo i porządek (1990-2010; serial TV) jako sędzia Carl Samuel (gościnnie, 1998)